# Sphenomorphus maculatus
Sphenomorphus maculatus este o specie de șopârle din genul Sphenomorphus, familia Scincidae, descrisă de Blyth 1853.

## Subspecii
Această specie cuprinde următoarele subspecii:
- S. m. maculatus
- S. m. mitanensis